# Walerija Grigorjewna Tschurganowa
Walerija Grigorjewna Tschurganowa (russisch Валерия Григорьевна Чурганова; * 5. Juli 1931 in Bogorodizk; † 28. April 1998 in Mytischtschi) war eine sowjetische bzw. russische Linguistin und Hochschullehrerin.

## Leben
Tschurganowas Vater arbeitete in der Raumordnung, nahm am Deutsch-Sowjetischen Krieg teil und starb 1945 nach Kriegsende. Die Mutter war Lehrerin für Russische Sprache und Literatur der höheren Klassen der Mittelschule Nr. 3 in Bogorodizk und starb 1985 in Moskau. Tschurganowa besuchte ab 1938 die Mittelschule Nr. 1 in Bogorodizk, erlebte während des Krieges die Wehrmachtsbsetzung und schloss 1948 den Mittelschulbesuch mit der Goldmedaille ab. Auch absolvierte sie die Klavier-Klasse der Bogorodizker Musikschule. 1945 war sie Komsomolzin geworden.
Ab 1948 studierte Tschurganowa an der Lomonossow-Universität Moskau (MGU) in der Philologie-Fakultät. Dazu arbeitete sie als Komsomol-Agitatorin und war Älteste einer Studentengruppe. Bei Pjotr Kuznezow fertigte sie ihre Diplomarbeit über den Gebrauch der Tempora in Nebensätzen in der Hypatiuschronik an, die von Klawdija Gorschkowa begutachtet wurde. Das Studium schloss sie 1953 mit Auszeichnung als wissenschaftliche Philologin und Hochschullehrerin ab.
Es folgte die Aspirantur am Lehrstuhl für Russische Sprache der MGU bei Pjotr Kusnezow. In ihrem Personalfragebogen vermerkte sie in der Rubrik Lesen Deutsch, Französisch, Tschechisch, Bulgarisch, Polnisch und andere Slawische Sprachen. Sie heiratete Wladimir Dybo (1931–2023), Aspirant am Lehrstuhl für Allgemeine und Vergleichende Linguistik. Nach dem Abschluss der Aspirantur 1957 verzichtete sie auf die Verteidigung ihrer Dissertation über die Consecutio temporum in der altrussischen Sprache, da ihr Mann feststellte, dass das benutzte Material nicht ihre These der Existenz der Consecutio temporum im Altrussischen stützte.
Seit 1954 hatte Tschurganowa im Auftrag des Lehrstuhls Russisch-Übungen für Studenten des 1. und 2. Jahrs der Philologie-Fakultät durchgeführt. Ab 1958 unterrichtete sie auf Stundenbasis an der Vorbereitungsfakultät Russisch für Ausländer, bis sie 1960 dort eine Stelle erhielt. Ab 1963 unterrichtete sie an der nach Patrice Lumumba benannten Russischen Universität der Völkerfreundschaft am Lehrstuhl für Russische Sprache und Geschichte.
Nach Erfolg im Stellenwettbewerb wurde Tschurganowa 1966 wissenschaftliche Mitarbeiterin des Moskauer Instituts für Russische Sprache (IRJa) der Akademie der Wissenschaften der UdSSR (AN-SSSR, seit 1991 Russische Akademie der Wissenschaften (RAN)). Im folgenden Jahr unterzeichnete sie mit anderen IRJa-Mitarbeitern einen Brief gegen die Rechtsstaatsverstöße in dem politischen Prozess gegen Juri Galanskow und Alexander Ginsburg und weigerte sich dann, ihre Unterschrift zurückzuziehen. 1968 begann im IRJa eine breite Kampagne zur Entlassung unzuverlässiger Personen und insbesondere der Briefunterzeichner, die nicht ihre Unterschrift zurückgezogen hatten. Der Leiter des Wörter-Sektors des Instituts Stepan Barchudarow bewahrte Tschurganowa vor der Entlassung und ermöglichte sogar 1972 die Veröffentlichung ihres Buches über die russische Morphologie. Im November 1974 verteidigte sie es als Dissertation mit Erfolg für die Promotion zur Kandidatin der philologischen Wissenschaften, wobei Tatjana Bulygina und Andrei Salisnjak ihre Opponenten waren.
In den Jahren 1975–1976 gab es einen Konflikt mit Galina Bogatowa und einigen anderen Mitgliedern des Autorenkollektivs des Wörterbuchs der Russischen Sprache des 11.–17. Jahrhunderts aufgrund Tschurganowas Kritik in einer Sektorsitzung  an ihrer Arbeit unter Berufung auf die Rezensionen Horace Lunts und Alexander Issatschenkos, worauf Bogatowa die Rezensionen als antisowjetisch verurteilte. Der Institutsdirektor Fedot Filin riet Tschurganowa freiwillig zu kündigen, um eine Entlassung mit kompromittierender Begründung zu vermeiden, sodass sie 1977 das IRJa verließ.
Darauf kehrte Tschjurganowa als Oberlehrerin an den Lehrstuhl für Russische Sprache der MGU zurück. Sie ging 1988 in Pension.
Die Linguistin Anna Dybo ist Tschurganowas Tochter.
Tschurganowa starb am 28. April 1998 in Mytischtschi und wurde auf dem dortigen Wolkowskoje-Friedhof begraben.